# Джей Ар Юинг
Джон Росс «Джей Ар» Юинг-младший (англ. John Ross "J.R." Ewing Jr.) — персонаж длительного американского телесериала «Даллас». Роль Джей Ара исполняет актёр Ларри Хэгмэн начиная с пилотного эпизода, вышедшего 2 апреля 1978 года. Персонаж является главным антагонистом телесериала, повествующего о жизни богатой семьи Юингов в городе Даллас, штат Техас. Ларри Хэгмэн исполнял свою роль на протяжении всего периода тринадцатилетней трансляции сериала. Также персонаж появился в нескольких эпизодах спин-оффа «Далласа» — «Тихая пристань» в 1980—1982 годах. Позже он вернулся к роли в двух последующих телефильмах: «Джей Ар возвращается» (1996) и «Война Юингов» (1998), а также в специальном документальном фильме-воссоединении «Примирение Далласа: Возвращение в Саутфорк» (2004). В 2010 году кабельный канал TNT начал разработку одноименного продолжения «Далласа». Продолжение в основном сосредоточено на новом поколении Юингов, включая сына Джей Ара — Джона Росса Юинга III, при участии ключевых героев оригинального сериала. Начиная с 2012 года Ларри Хэгмэн вновь исполнил роль Джей Ара в сериале-продолжении, вплоть до своей смерти в период съемок второго сезона.
Джей Ар характеризуется как алчный, расчетливый, аморальный и эгоцентрический герой. Изначально персонаж планировался лишь как злодей второго плана, однако из-за его популярности уже ко второму сезону Джей Ар занимал центральное место в сериале. Сюжетные линии персонажа в основном акцентировались на его сложных отношениях с женой Сью Эллен Юинг, в период которых он крутил романы со множеством женщин, а также на соперничестве с младшим братом Бобби и ненависти к его жене Памеле Барнс. В то же время он был руководителем в семейной компании «Юинг Ойл».
Джей Ар Юинг считается одним из наиболее популярных персонажей в истории американского телевидения. Персонаж добился наибольшего успеха после клиффхэнгера «Кто стрелял в Джей Ара?», в финале второго сезона, где неизвестная личность стреляла в Джей Ара Юинга. Зрителям пришлось ждать все лето, чтобы узнать эту тайну. Летом 1980 года лозунг «Кто стрелял в Джей Ара?» стал одним из самых обсуждаемых в США, а премьеру следующего сезона наблюдало рекордное количество зрителей — более 83 млн зрителей в США, что равнялось 76 процентам от населения страны.
В 1999 году TV Guide поставил персонажа на 11 место в списке «Ста величайших персонажей всех времен», а в 2004 году журнал Bravo включил его в список «Величайших злодеев всех времен».

## История развития

### Кастинг и история создания
Изначально роль Джей Ара Юинга получил Роберт Фоксуорт, однако тот хотел чтобы сценаристы сделали персонажа более мягким. Тогда же Ларри Хэгмэн, ранее известный в основном по положительным ролям в комедийных сериалах, был заинтересован в роли и хотел чтобы персонаж оставался таким, как его изначально задумали авторы. Хэгмэн получил роль и зимой 1977 года приступил к съемкам.
В 1980 году, на пике популярности, Ларри Хэгмэн пригрозил продюсерам, что уйдет из сериала если они не удовлетворят его требования по новому контракту с проектом. Тогда же был выпущен клиффхэнгер «Кто стрелял в Джей Ара?», в финале второго сезона, где неизвестная личность стреляла в Джей Ара Юинга. Зрителям пришлось ждать все лето чтобы узнать эту тайну. Летом 1980 года лозунг «Кто стрелял в Джей Ара?» стал одним из самых обсуждаемых в мире, а премьеру следующего сезона наблюдало рекордное количество зрителей — более 83 млн зрителей в США, что равнялось 76 процентам от населения страны. Из-за такого успеха продюсеры решили пойти на уступки и значительно повысили гонорар актёра.
В конце 2009 года началась разработка продолжения классического сериала. В декабре 2010 года стало известно, что Хэгман не согласился подписывать контракт с каналом и требовал повышения зарплаты. Ранее два ключевых актёра оригинала, Линда Грэй и Патрик Даффи, согласились на участие в пилоте. В спешке Синтия Сидре начала писать альтернативный сценарий пилота, без участия персонажа Хэгмана, который понравился руководству канала также как и предыдущий. Тем не менее переговоры с Хэгманом продолжались и руководство канала заявило, что будут снимать пилот с ним или без него, и актёр все же подписал контракт на участие в проекте в начале февраля следующего года.

### Смерть Ларри Хэгмэна
Ларри Хэгмэн умер 23 ноября 2012 года в кругу семьи и друзей, включая Линду Грэй и Патрика Даффи, после продолжительной борьбы с раком. Актёр работал в шоу вплоть до смерти и успел сняться в шести из пятнадцати эпизодов второго сезона. Спустя неделю после его смерти съемки новых эпизодов продолжились и сценаристы в экстренном порядке начали разрабатывать историю гибели персонажа Хэгмэна. В рамках пресс-тура для Ассоциации телевизионных критиков в январе 2013 года руководство канала заявило, что они «очень опечалены» смертью актёра и собираются сделать эпизод-дань Хэгмэну, в который будет полностью сосредоточен на похоронах персонажа. Это восьмой эпизод второго сезона, который вышел 11 марта. Сама же смерть персонажа фактически повторяет знаменитый клиффхэнгер 1980 года Who shot J. R.?, привлёкший к экранам рекордные 83 млн зрителей, который в данном случае трансформировался в Who Killed J.R.?.
Хэгмэн успел сняться лишь в шести первых эпизодах, и авторам сериала пришлось прибегнуть к компьютерной графике, чтобы снять финальную сцену убийства персонажа актёра. В качестве основы был взят кадр из четвёртого эпизода сезона и студия Magic FX, используя кадры с актёром, сделала компьютерную графику и редактирование голосов. Помимо этого ряд ранее вырезанных сцен с персонажем были использованы чтобы сохранить присутствие героя на экране. Сам же автор сериала, Синтия Сидре, говорила, что у неё было порядка тридцати различных вариантов убийства Джей Ара, после чего она и остановилась на закадровом выстреле в него.

## Приём
За исполнение роли Ларри Хэгмэн четырежды номинировался на премию «Золотой глобус» за лучшую мужскую роль в телевизионном сериале — драма в 1981, 1982, 1983 и 1985 годах, а также дважды на «Эмми» за лучшую мужскую роль в драматическом телесериале в 1980 и 1981 годах, а также получил ряд других наград и номинаций, включая выигрыш германской «Бэмби» в 1983 году. Персонаж пять раз получал награду «Дайджеста мыльных опер» в категории «Лучший злодей в прайм-тайм».